# János Erdődy

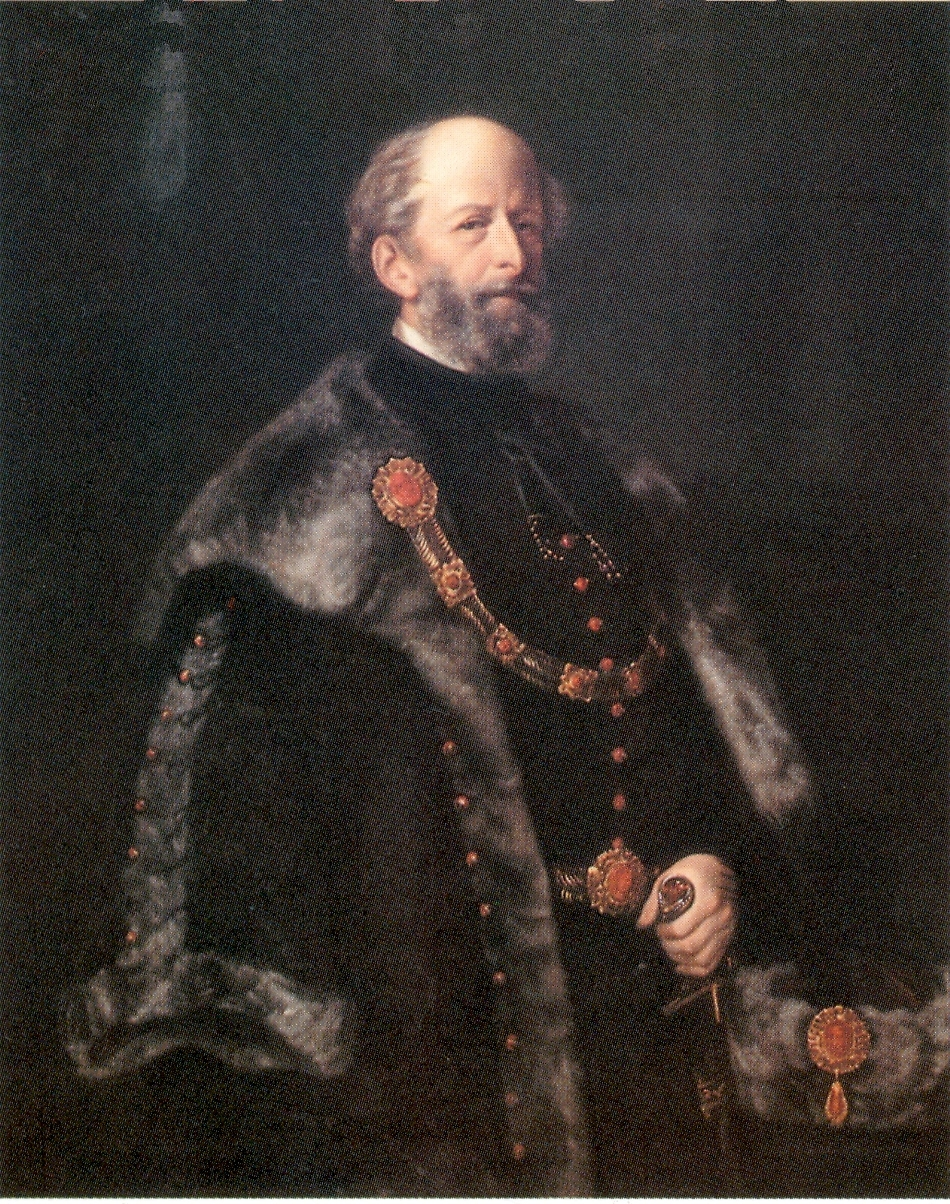
János Erdődy

János Graf Erdődy von Monyorókerék und Monoszló (auch: Johann Nepomuk, * 10. Januar 1794 in Zagreb; † 2. Mai 1879 in Budapest) war ein ungarischer Politiker und Gouverneur von Fiume.

## Herkunft
Sein Großvater war Johann Nepomuk Erdődy (* 14. Mai 1733; † 23. März 1806), Ban von Kroatien. 
Seine Eltern waren der Graf Alexander Georg Erdödy de Monyorókerék-Monoszló (* 11. November 1766; † 1823) und dessen Ehefrau die Gräfin Amalia Palffy von Erdöd (* 4. Januar 1774).

## Leben
Erdődy entstammte dem wohlhabenden ungarischen Adelsgeschlecht der Erdődy und erbte das Amt des Obergespans im Komitat Varasd. Vom 24. April bis 31. August 1848 war er Gouverneur der an der Adria gelegenen Stadt Fiume mit Gebiet. Während seiner Amtszeit formte er im Zuge des Ungarischen Unabhängigkeitskriegs die anfangs aus 728 Mann bestehende Fiumer Nationalgarde (Nemzeti Gárda bzw. Guardia Nazionale), die jedoch nicht mehr vollständig ausgerüstet werden konnte. Am 28. August 1848 umstellten Truppen von Joseph Jelačić von Bužim Fiume und stellten Erdődy ein Ultimatum, in welchem die Übergabe der Stadt gefordert wurde. Dieses ließ Erdődy verstreichen und Fiume wurde im Zuge dessen drei Tage später als erste ungarische Stadt im Unabhängigkeitskrieg vom Feind besetzt. Anschließend wurde Erdődy von seinen Ämtern als Gouverneur und Obergespan enthoben. 1861 wurde er auf Forderung des ungarischen Landtags erneut Obergespan und nahm fortan an den Sitzungen des Magnatenhauses teil.
Er heiratete am 30. Juli 1840 die Gräfin Therese von Raczyńska (* 23. April 1820; † 10. Januar 1909).